# Spirídon Lambros
Spirídon Lambros o Lampros (en grec: Σπυρίδων Λάμπρος) (1851-1919) era un polític Grec. Va néixer a Corfú el 1851. Va estudiar literatura a Atenes fins a 1871 abans de prosseguir els estudis a Alemanya i obtenir un doctorat de la Universitat de Leipzig.
El 1916 va acceptar de formar un Govern que solament controlava el sud de Grècia; el nord del país i Creta eren controlats pel Govern de Elevthérios Venizelos. El novembre de 1916 motins contra els partidaris de Venizelos van fer diversos ferits; Llavors els francesos i els anglesos van imposar un bloqueig marítim a Grècia, forçant Lampros a dimitir el febrer de 1917.
També va ser secretari general del Comitè Olímpic Grec (1901-1918). Va morir el 23 de juliol de 1919.